# زبان بای
زبان بای (بای: Baip‧ngvp‧zix ;       ) زبانی است که در چین ، عمدتاً در استان یون‌نان ، توسط مردم بای صحبت می شود. این زبان بیش از یک میلیون گویشور دارد و به سه یا چهار گویش اصلی تقسیم می شود. هجاهای بای همیشه باز هستند، با مجموعه ای غنی از مصوت ها و هشت صدا . آواها به دو گروه با آواسازی مدال و غیرمدال ( تنشی ، خشن یا زمزمه ) تقسیم می شوند. مقدار کمی از ادبیات سنتی با حروف چینی نوشته شده است، بوون (僰文، و همچنین تعدادی از انتشارات اخیر که با سیستمی که اخیراً استاندارد شده است از رومی سازی با استفاده از الفبای لاتین چاپ شده است.
زبان بای توسط نفوذ شدید چین در یک دوره طولانی دست نخورده باقی مانده است. محققان مختلف پیشنهاد کرده‌اند که این زبان یکی از شاخه‌های اولیه یا خواهر زبان چینی ، بخشی از شاخه لولوش یا گروهی جداگانه در خانواده چینی-تبتی است.